# Aquaplus
Aquaplus (яп. 株式会社アクアプラス кабусики-гайся акуапурасу), ранее U-Office (яп. ユーオフィス ю: офису) и Aqua (яп. アクア акуа) — японская компания, занимающаяся преимущественно выпуском и распространением компьютерных игр в жанре «визуальный роман» и эротических игр под торговой маркой Leaf. Aquaplus также ответственна за производство аниме по мотивам игр от Leaf, активна в музыкальной индустрии, ресторанном бизнесе и автомобилестроении.

## История
Aquaplus появилась в октябре 1994 года в городе Итами как издатель визуальных романов и музыки. В то время она называлась U-Office, ltd. (яп. 有限会社ユーオフィス ю:гэнгайся ю:офису). Брэнд Leaf была также создан в это время. В феврале 1995 года появилась в продаже первая игра под маркой Leaf, а позднее, в ноябре того же года, U-Office начала выпускать компьютерные игры для широкой аудитории для ПК под своим собственным названием. В мае 1996 года оно было изменено на «Aqua». В 1997 году Aqua открыла специализированный магазин для автомобилистов в посёлке Ятиё (в настоящее время посёлок Така в префектуре Хёго). В 1998 году компания изменила своё название на текущее — Aquaplus. В октябре открылся офис в Токио. В марте 1999 года был выпущен To Heart, первый визуальный роман Aquaplus для игровых приставок.
В мае был создан музыкальный лейбл F.I.X. Records (яп. フィックスレコード фиккусу рэко:до). Первым альбомом новой студии стал саундтрек к игре To Heart. В ноябре 2001 года Aquaplus сменила офис, переехав в Осаку. В ноябре 2001 года компания выпустила свой первый карманный компьютер-игровую систему P/ECE. В 2002 года офис разработчиков переехал в Токио. В августе 2007 года автомобильный магазин был закрыт.
В 2022 году CEO компании стал Минору Нода, сменивший на этом посту Наойю Симокаву.

## Подразделения
Aquaplus принадлежит аудиостудия Studio Aqua, в основном, активная в регионе Кинки (там, где находится её офис) и поддерживающая инди-артистов. Альбомы музыкантов Studio Aqua и музыка, имеющая отношение к игровой продукции компании, реализуются под лейблом F.I.X. Records. Кроме того, компания поддерживает сетью ресторанов «Ториадзу Гохэй» и «Гю-каку» в префектуре Хёго.
Офисы Leaf расположены в Осаке и Токио. Наряду с Key, это одна из наиболее успешных компаний в области визуальных романов. При разработке игр Aruru to Asobo!!, Tears to Tiara, Kusari, To Heart 2 был использован видеокодек XviD. Так как этот кодек был выпущен под свободной лицензией GPL, Leaf была вынуждена открыть исходные коды этих игр, выпустив их под той же лицензией. После выпуска третьей игры студией был разработан собственный игровой движок xlvns.

### Список игр Leaf
- DR2 Night Janki (1995)
- Filsnown (1995)
- Shizuku (1996)
- Kizuato (1996)
- To Heart (1997)
- White Album (1998)
- Comic Party (1999)
- Magical Antique (2000)
- Tasogare (2001)
- Utawarerumono (2002)
- Routes (2003)

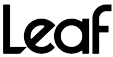
Логотип Leaf

- December When There Is No Angel (2003)
- Tears to Tiara (2005)
- Kusari (2005)
- To Heart 2 XRATED (2005)
- FullAni (2006)
- To Heart 2: Another Days (2008)
- Kimi ga Yobu, Megido no Oka de (2008)
- White Album 2: Introductory Chapter (2010)
- White Album 2: Closing Chapter (2011)